# Incidente di Macao
L’Incidente di Macao fu uno scontro inconcludente tra un potente squadrone navale franco-spagnolo e la scorta della Royal Navy di un convoglio mercantile nell'Arcipelago di Wanshan (o Arcipelago dei Ladroni) al largo di Macao il 27 gennaio 1799. L'incidente ebbe luogo nel contesto di una campagna militare nelle Indie Orientali condotta nell'ambito delle Guerre rivoluzionarie francesi, dove uno squadrone franco-spagnolo cercò di abbattere il convoglio mercantile britannico diretto in Cina. Questo fu il secondo tentativo in tre anni; nell'Incidente dello Stretto di Bali del 1797 uno squadrone di fregate francesi aveva rifiutato di scontrarsi con sei East Indiamen sulla rotta per la Cina. All'inizio del 1799 lo squadrone francese si era disperso, con due navi giunte nelle Filippine spagnole. Qui le fregate si unirono alla flotta di Manila e lo squadrone salpò per attaccare il convoglio proveniente da Macao.
Il comandante inglese delle Indie Orientali, il contrammiraglio Peter Rainier sapeva della vulnerabilità del convoglio diretto verso la Cina e pertanto inviò dei rinforzi alla scorta della Royal Navy composti dalla nave di linea HMS Intrepid al comando del capitano William Hargood. Questi rinforzi giunsero il 21 gennaio, solo sei giorni prima dello scontro a Macao. Hargood salpò per scontrarsi con le navi francesi e spagnole, e si ebbe un inseguimento nell'Arcipelago di Wanshan prima di perdere le tracce delle navi nemiche. Entrambe le fazioni successivamente dissero che la fazione opposta aveva deciso ad un certo punto di abbandonare lo scontro intimorita, sebbene lo squadrone alleato fu il primo a ritirarsi e Hargood proseguì poi successivamente la propria operazione di scorta del convoglio in Cina, ad ovest.

## Antefatto
Il commercio della Compagnia britannica delle Indie Orientali era una componente essenziale dell'economia della Gran Bretagna nel XVIII secolo. Amministrato dall'India britannica, il commercio di beni esotici era condotto su vasta scala grazie a grandi navi armate note col nome di "East Indiamen", che potevano caricare carichi tra le 500 e le 1200 tonnellate per ogni nave. Uno dei convogli più ricchi era sicuramente quello diretto annualmente a Canton, uno dei principali porti della dinastia Qing in Cina. Ogni anno, infatti, dal porto dall'Ancoraggio di Whampoa si tenevano i preparativi per il convoglio la cui durata di navigazione era di circa sei mesi nell'Oceano Indiano, poi nell'Atlantico per arrivare infine in Inghilterra. Il valore di questo convoglio era enorme: si pensi che un convoglio analogo nel 1804 venne valutato trasportare beni per 8 000 000 di sterline (circa 600 000 000 sterline attuali, circa 686 000 000 euro).
Gli interessi inglesi nelle Indie Orientali erano protetti da un grande squadrone della Royal Navy al comando supremo del contrammiraglio Peter Rainier. Nel 1799, il comando di Rainier si estendeva su diversi chilometri quadrati di oceano, inclusi i porti strategici nell'India Britannica come Bombay, Madras e Calcutta oltre alle coste del Ceylon britannico e le basi nel Mar Rosso, a Penang e nelle Indie Orientali olandesi. Il suo compito era anche quello di osservare i movimenti di eventuali navi da guerra francesi nella remota isola di Île de France (oggi Mauritius), a Batavia (oggi Giacarta) ed a Manila, controllata dagli spagnoli. I francesi costituivano indubbiamente la minaccia maggiore dal momento che dal 1796 avevano creato un grande e potente squadrone al comando del contrammiraglio Pierre César Charles de Sercey che minacciò le navigazioni degli inglesi nelle Indie Orientali dal 1796 al 1797. Il 28 gennaio 1797, la forza di Sercey aveva intercettato sei East Indiamen nello Stretto di Bali nel loro percorso verso l Cina. Nel successivo Incidente dello Stretto di Bali solo l'acuta idea del commodoro James Farquharson a bordo della nave Alfred salvò le altre navi. Con poca visibilità, fece di tutto per far imitare al proprio East Indiaman l'aspetto di una nave da guerra della Royal Navy e dissuase Sercey dall'attaccare le navi inglesi.
Le forze di Sercey ad ogni modo si dimostrarono troppo dispendiose da mantenere attive e dalla fine del 1798 Sercey ottenne l'ordine di ancorare a Batavia con due soli vascelli, la corvetta Brûle-Gueule (20 cannoni) e la fregata Preneuse (40 cannoni), che erano giunte a Batavia reduci da una missione diplomatica nel Regno di Mysore dove vi erano stati degli ammutinamenti; il capitano Jean-Matthieu-Adrien Lhermitte venne costretto durante il tragitto a condannare a morte cinque membri dell'equipaggio per disobbedienza. Sercey venne a conoscenza anche del fatto che due altre fregate, la Forte e la Prudente non si sarebbero unite al suo gruppo per ordine del governatore Malartic dell'Île de France che richiese che queste fregate si portassero in maniera indipendente nell'Oceano Indiano. Sercey decise di aumentare le sue forze unendole a quelle dello squadrone alleato di Manila nelle Filippine spagnole, dove le sue fregate giunsero il 16 ottobre 1798, sebbene l'ammiraglio decise di rimanere a Surabaya. Lo squadrone spagnolo era stato pesantemente danneggiato da un tifone nell'aprile del 1797 ed ancora si stavano riparando le navi: quando le fregate inglesi razziarono Manila nel gennaio del 1798 nessuna nave da guerra spagnola fu in grado di opporvisigli.

## L'incidente di Macau
La notizia dell'arrivo dello squadrone franco-spagnolo raggiunse Rainier poco dopo. I mercantili inglesi iniziarono ad assembrarsi a Macao dove pure si trovavano le fregate HMS Fox e HMS Carysfort con la HMS Intrepid, al comando del capitano William Hargood. La Fox e la Carysfort vennero distaccate a favore di un convoglio locale nel novembre del 1798, e Rainier, le cui forze erano perlopiù impegnate nel Mar Rosso a seguito della recente Invasione francese dell'Egitto, diedero urgentemente l'ordine di rimpiazzare le navi con la HMS Virginie (38 cannoni) e la HMS Arrogant (74 cannoni). I rinforzi salpati attraversando lo Stretto di Malacca ed il Mar Cinese Meridionale, giunsero a Macao il 21 gennaio 1799.
Lo squadrone franco-spagnolo, comprendente la Europa (74 cannoni) e la Montañés, oltre alle fregate Maria de la Cabeya e Luisa, accompagnate dalla Preneuse e dalla Brûle-Gueule, salparono da Manila il 6 gennaio 1799, al comando del contrammiraglio Ignacio Maria de Álava. Lo squadrone di Alava attraverso il Mar Cinese Meridionale in tre settimane, giungendo all'Arcipelago di Wanhsan presso Macao il 27 gennaio 1799 con l'intenzione di attaccare le navi a Macao ed alla foce del Fiume delle Perle. Alava era stato informato della presenza della Intrepid da dei mercanti danesi ma non sapeva dell'arrivo dei rinforzi di Rainier.
Hargood immediatamente salpò per scontrarsi con Alava, entrambi gli squadroni si posizionarono in linea da battaglia con la Virginie alla testa delle forze inglesi. Quello che seguì è soggetto ancora oggi a discussioni tra gli storici. Hargood riportò che lo squadrone franco-spagnolo si portò in tutta fretta verso l'Arcipelago di Wanshan dove ancorò col favore della notte prima di ritirarsi del tutto, definendo quell'azione come "il terrore di un conflitto che probabilmente sarebbe terminato in disgrazia". Alava ad ogni modo riportò alla Gazzetta di Manila che fu Hargood a ritirarsi per primo nell'Arcipelago di Wanshan, seguito a breve distanza dalla Europa. Alava disse anche che volentieri avrebbe proseguito l'attacco ma a casa dei danni alla Montañés venne rallentato e Hargood riuscì a fuggire. Egli ad ogni modo non riuscì a spiegare come mai il suo squadrone si era ritirato senza attaccare i mercantili diretti verso la Cina ed ancorati a Macao.

## Conseguenze
Secondo lo storico C. Northcote Parkinson "si può concludere che nessuno dei due squadroni fosse in fondo intenzionato a dar battaglia ai propri avversari". Richard Woodman disse che i francesi con quest'azione "persero la possibilità di conquistare un convoglio di considerevole entità e di stabilire così il dominio franco-spagnolo nelle acque indo-cinesi" Alava si ritirò a Manila, le navi francesi a Batavia e successivamente fecero ritorno all'Île de France. Qui la Preneuse venne intercettata durante l'azione dell'11 dicembre 1799 da uno squadrone composto dalla HMS Tremendous e dalla HMS Adamant, spiaggiata e distrutta. Sercey successivamente fece ritorno in Francia, ritirandosi dalla marina francese e divenendo proprietario di una piantagione sull'Île de France.
Hargood salpò da Macao con la Flotta della Cina il 7 febbraio, oltrepassando l'Oceano Indiano indisturbato. Alava inviò l’Europa e la fregata Fama a Macao a maggio, ma non riuscì a ricavare nulla. Rainier si assicurò quindi che la flotta cinese per l'anno 1800 fosse ben difesa e pertanto non si verificarono più attacchi prima della Pace di Amiens del 1802. All'inizio delle Guerre napoleoniche, nel 1804, un potente squadrone francese attaccò la Flotta della Cina nella Battaglia di Pulo Aura, ma ancora una volta gli East Indiamen riuscirono a bluffare i francesi facendoli retrocedere senza sparare un sol colpo.